# 우쓰이가와역
우쓰이가와역(일본어: 打井川駅)은 일본 고치현 다카오카군 시만토정에 위치한 시코쿠 여객철도 요도 선의 철도역이다. 역 번호는 G29이며, 단선 승강장 1면 1선의 구조를 갖춘 지상역이다.

## 역 주변
- 국도 제381호선
- 시만토강

## 역사
- 1974년 3월 1일 : 일본국유철도의 역으로서 개업.
- 1987년 4월 1일 : 일본국유철도 분할 민영화로 인해, 시코쿠 여객철도가 승계.

## 인접 역
| 시코쿠 여객철도 요도 선     | 시코쿠 여객철도 요도 선 | 시코쿠 여객철도 요도 선           |
| --------------------------- | ----------------------- | --------------------------------- |
| G 28 이에지가와 와카이 방면 | 요도 선                 | 도사타이쇼 G 30 기타우와지마 방면 |